# Honda Prologue
La Honda Prologue è una autovettura elettrica a 5 porte prodotta della casa automobilistica giapponese Honda dal 2024.

## Il contesto
Progettata dall'Honda Design Studio di Los Angeles, la Prologue si basa sull'architettura Ultium e sulla piattaforma BEV3 sviluppata da General Motors, condivisa con le Chevrolet Blazer EV e Cadillac Lyriq.
I longheroni del telaio, il pavimento, i sotto telai delle sospensioni anteriori e posteriori, la pedaliera, il supporto del piantone dello sterzo, la base del parabrezza sono condivisi con la Blazer EV. I progettisti e gli ingegneri Honda hanno sviluppato i lamierati della carrozzeria, la messa a punto dello sterzo, delle molle e degli ammortizzatori.
La produzione è iniziata nello stabilimento GM di Ramos Arizpe a gennaio 2024.